# Royal Rumble (2008)
Cet article concerne l'édition 2008 du pay-per-view Royal Rumble. Pour l'édition suivante, voir Royal Rumble (2009).
L’édition 2008 du Royal Rumble est une manifestation de catch (lutte professionnelle) télédiffusée et visible uniquement en paiement à la séance. L'événement, produit par la World Wrestling Entertainment (WWE), a eu lieu le 27 janvier 2008 dans la salle omnisports Madison Square Garden à New York, dans l'État de New York. Il s'agit de la 21e édition du Royal Rumble, pay-per-view annuel faisant partie du « Big Four » (avec WrestleMania, SummerSlam et Survivor Series). Toutes les Superstars de la fédération sont les vedettes de l'affiche officielle.
Il s'agit du premier pay-per-view de la WWE de 2008 et aussi le premier diffusé en HD. L'annonceur de match de boxe, Michael Buffer, a exceptionnellement introduit l’événement. Comme depuis 1993, chaque gagnant du Royal Rumble match reçoit un match de championnat pour WrestleMania (en occurrence, le XXIV), pour le titre de son choix.
Cinq matchs, dont deux mettant en jeu les titres de la fédération, ont été programmés. Chacun d'entre eux est déterminé par des storylines rédigées par les scénaristes de la WWE ; soit par des rivalités survenues avant le pay-per-view, soit par des matchs de qualification en cas de rencontre pour un championnat. L'événement a mis en vedette les catcheurs des divisions Raw, SmackDown et ECW, créées en 2002 lors de la séparation du personnel de la WWE en deux promotions distinctes.
Le main event était le traditionnel 30-man Royal Rumble match, où les lutteurs des trois brands essayent de s'éliminer pour le gagner. John Cena, le trentième participant, a remporté le match en éliminant Triple H, le vingt-neuvième. Le match principal de Raw était le match simple pour le championnat de la WWE entre Randy Orton et Jeff Hardy. Orton a gagné en effectuant son RKO sur Hardy. Le match principal de SmackDown était le match simple entre Rey Mysterio et Edge pour le championnat du monde poids-lourd, match remporté par Edge grâce à l'intervention de Vickie Guerrero et son Spear. Les autres matchs étaient un match pour la retraite entre MVP et Ric Flair et un match entre JBL et Chris Jericho.

## Contexte
Les spectacles de la World Wrestling Entertainment en paiement à la séance sont constitués de matchs aux résultats prédéterminés par les scénaristes de la WWE. Ces rencontres sont justifiées par des storylines — une rivalité avec un catcheur, la plupart du temps — ou par des qualifications survenues dans les émissions de la WWE telles que Raw, SmackDown et ECW. Tous les catcheurs possèdent un gimmick, c'est-à-dire qu'ils incarnent un personnage gentil ou méchant, qui évolue au fil des rencontres. Un pay-per-view comme Royal Rumble est donc un événement tournant pour les différentes storylines en cours.

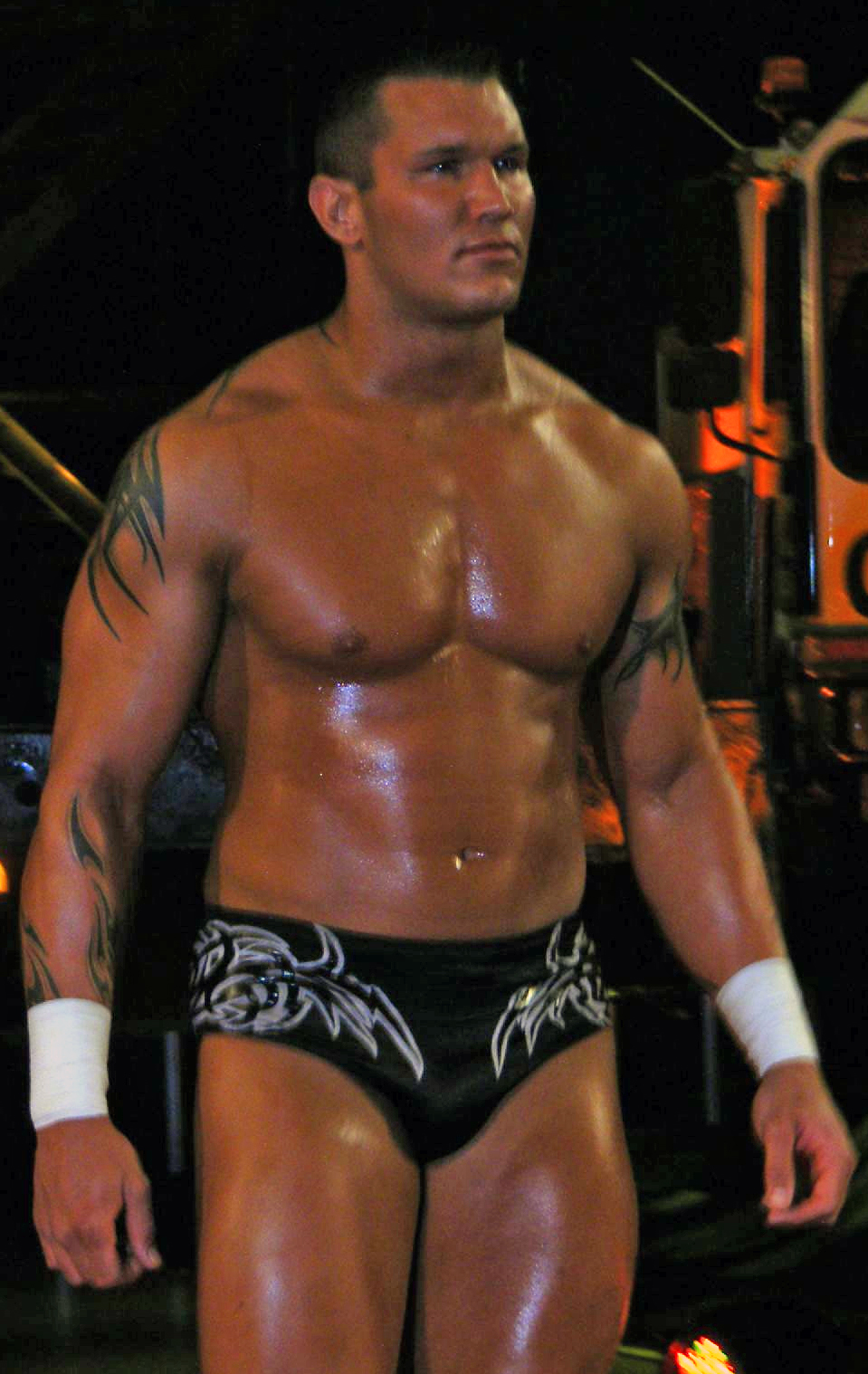
Randy Orton a défendu avec succès son WWE Championship.

### Jeff Hardy contre Randy Orton
La rivalité (feud) prédominante de la division Raw est celle entre Randy Orton et Jeff Hardy, le champion Intercontinental, pour le championnat de la WWE. À Armageddon, Orton conserve son titre après avoir été disqualifié lors de son match face à Chris Jericho. Le même soir, Jeff Hardy bat Triple H pour avoir sa chance pour le titre au Royal Rumble.
Lors du Raw du 17 décembre 2007, Hardy a fait équipe avec Shawn Michaels contre Orton et Mr. Kennedy. Hardy et HBK ont gagné après une Swanton Bomb de Jeff sur Orton.
Le 24 décembre, Hardy affronte Carlito dans un Non-title Match. Jeff remporte le match et Vince McMahon le rejoint sur le ring et dit que la WWE le supporte n'importe où dans le monde.
Le 31 décembre, lors du dernier Raw de 2007, Orton et Hardy se sont fait face-à-face dans un segment. Orton a tenté un RKO sur Hardy, mais ce dernier a contré et lui a fait un Twist of Fate. Plus tard, Jeff Hardy affronte Santino Marella. Pendant le match, Orton apparaît à l'écran, en train de frapper Matt Hardy. Hardy a accouru vers les vestiaires mais Orton l'a attaqué et lui a porté un Punt Kick,.
La semaine suivante, Hardy a défendu le championnat Intercontinental contre Umaga dans un Steel Cage match. Jeff a vaincu Umaga après avoir sauté du haut de la cage.
Le 14 janvier, Hardy a accepté de faire face à Orton, pour le championnat Intercontinental. Les deux ont commencé à se bagarrer sur la rampe d'entrée, puis Orton a chuté sur le sol derrière l'arène. Hardy a ensuite grimper l’échafaudage et a effectué une Swanton Bomb sur Orton. La semaine suivante, Orton a refusé de serrer la main à Hardy, ce dernier lui a alors fait un Twist of Fate.

### Rey Mysterio contre Edge
La rivalité (feud) prédominante de la division SmackDown est celle entre Rey Mysterio et Edge, pour le championnat du monde poids-lourd de la WWE. Le 4 janvier à SmackDown, ce dernier a gagné un « Beat The Clock Challenge Match » en battant Edge en 90 secondes et a donc eu une occasion d'avoir un match pour le titre.
Le 11 janvier, Rey rejoint Vickie Guerrero et Theodore Long sur le ring. Vickie félicite Rey, mais ce dernier aborde le fait qu'elle soit avec Edge. Rey se plaint que Vickie expose sa vie privée. Cette dernière dit que si Eddie Guerrero, son défunt mari, serait encore là, il approuverait. Edge fait son apparition et dit à Rey que la vie qu'ils mènent ne le regarde pas, avant d'être rejoint par Chavo Guerrero. Vickie organise un match entre les deux, remporté par Rey. Après le match, Edge attaque Rey.

### Chris Jericho contre JBL
La rivalité entre JBL et Chris Jericho a débuté lorsque JBL a interféré dans le match entre Jericho et Orton à Armageddon. Pendant le match, Orton a fouetté Jericho sur une table de commentateur, celle de JBL. Comme Jericho a essayé de se lever, il a poussé violemment JBL hors de son chemin. Plus tard, alors que Y2J effectuait le Walls of Jericho, JBL est entré dans le ring et a commencé à attaquer Jericho. Ce dernier ne gagne donc pas le championnat de la WWE. La nuit suivante à Raw, Jericho a insulté JBL. Le 21 décembre à SmackDown, JBL quitte les commentaires de Smackdown pour redevenir lutteur actif à Raw.
Lorsque ce dernier revient à Raw le 31 décembre 2007, Jericho a interrompu son segment et les deux se sont bagarrés autour du ring. La semaine suivante, Jericho a eu un match handicap contre JBL et Snitsky. Dans le match, JBL a traîné Jericho avec un câble autour de son cou.

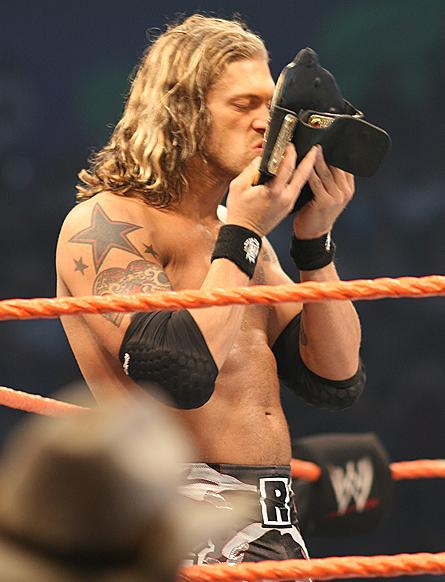
Edge a vaincu rapidement Rey Mysterio.

### Royal Rumble match
Plusieurs matchs ont été faits pour déterminer les lutteurs qui s'affronteront dans le Royal Rumble match. Le 31 décembre, Umaga a battu Jim Duggan, Snitsky a également battu Drew McIntyre à un House show. Triple H n'a pas réussi à battre Ric Flair, par conséquent, il ne fut pas autorisé à participer au match, selon William Regal. Le 8 janvier, Hunter bat Regal dans un First Blood match. Le 14 janvier, Vince McMahon a annoncé que HHH participe au RR,
.

## Matchs de qualification
- Umaga gagne contre Hacksaw Jim Duggan - le 29 décembre
- Snitsky gagne contre Drew McIntyre - le 4 janvier
- Hardcore Holly gagne contre Trevor Murdoch - le 5 janvier
- Johnny Morrison & The Miz gagnent contre Jimmy Wang Yang & Shannon Moore - le 6 janvier
- Hornswoggle & Mick Foley gagnent contre The Highlanders (Rory McAllister & Robbie McAllister) - le 7 janvier
- Jamie Noble gagne contre Chuck Palumbo - le 8 janvier
- Cody Rhodes gagne contre William Regal - le 11 janvier
- Carlito & Santino Marella gagnent contre DH Smith & Super Crazy - le 12 janvier
- Shawn Michaels gagne contre Trevor Murdoch - le 14 janvier
- Shelton Benjamin gagne contre Nunzio - le 15 janvier
- Triple H gagne contre William Regal, Snitsky & Mark Henry dans un Gauntlet Match - le 21 janvier
- CM Punk gagne contre Chavo Guerrero - le 26 janvier
- Finlay qualifié par Vince McMahon pour protéger Hornswoggle
- Batista, The Undertaker, Kane, Mark Henry, Chuck Palumbo, The Great Khali, Mr. Kennedy & Tommy Dreamer qualifiés d'office.

## Déroulement du spectacle
Généralement, avant qu'un spectacle de catch ne démarre, la fédération organisatrice met en place un ou plusieurs matchs non télévisés destinés à chauffer le public. Jimmy Wang Yang et Shannon Moore ont battu Deuce 'N Domino.

### Match préliminaires

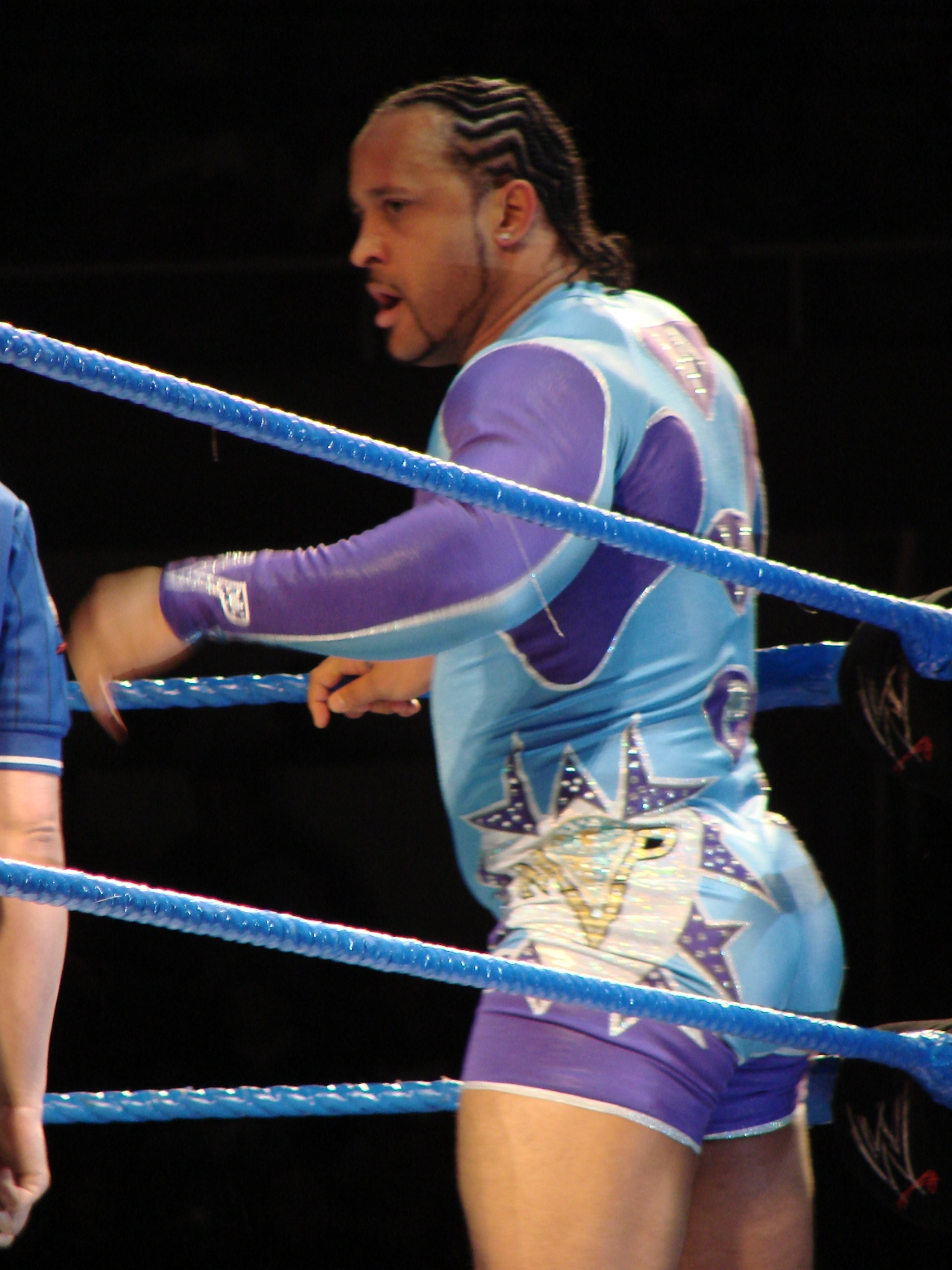
MVP affronte Ric Flair dans un Career Threatening match.

Le premier match de la soirée a vu Ric Flair affronter Montel Vontavious Porter (MVP) dans un Career Threatening match. Si Flair perd, il prend sa retraite. Avant le début du combat, Flair prend le micro et dit que c'est un honneur pour lui de combattre au Madison Square Garden et que son premier match dans cette salle a eu lieu en mars 1976. Il remercie les fans avant d'être interrompu par le champion des Etats-Unis, MVP. Ce dernier essaye alors de prendre l'avantage psychologique. Le Nature Boy tente une clé de bras, mais son adversaire attrape les cordes. Ric porte alors des Atemi pour prendre l'avantage mais MVP revient avec un coup de pied à la tête et un Neckbreaker. Alors que MVP travail son adversaire au sol, Flair tente le Figure-four leglock mais MVP le contre à deux reprises. Ce dernier porte encore un coup de pied à la tête et une Clothesline. Il porte ensuite une Suplex du haut de la troisième corde. Quelques secondes plus tard, Flair prend l'avantage avec des Atemis. Après plusieurs tentatives de tombé, Flair contre le Play Maker avant de porter un Figure-four leglock qui fait abandonner MVP. Ric Flair continue donc sa carrière,.
Le second match est le match opposant Chris Jericho et John "Bradshaw" Layfield (JBL). JBL éjecte Jericho mais celui-ci revient de plus belle. Il porte plusieurs coups de pied à son adversaire. Après avoir contré une Clothesline from Hell il porte un Walls of Jericho. JBL casse la prise en utilisant les cordes. Ce dernier quitte le ring avant de se prendre un Baseball Slide. De retour sur le ring, Bradshaw prend l'avantage est balance Jericho, torse le premier, dans le coin du ring et lui porte une Sleeper hold. Y2J se dégage et lui fait une Clothesline ainsi qu'un Big foot. Après l'avoir envoyé dans le poteau du ring, Jeicho se mit à saigner de la tête. Jericho revient avec des coups d'avant bras et lui porte plusieurs descente du coude, suivi d'un Lionsault. Il balance JBL dans la table des commentateurs et le frappe avec une chaise provoquant sa disqualification et la victoire immédiate de JBL. Après le combat, Jericho étrangle Bradshaw avec un câble de caméra,.

### Match principaux

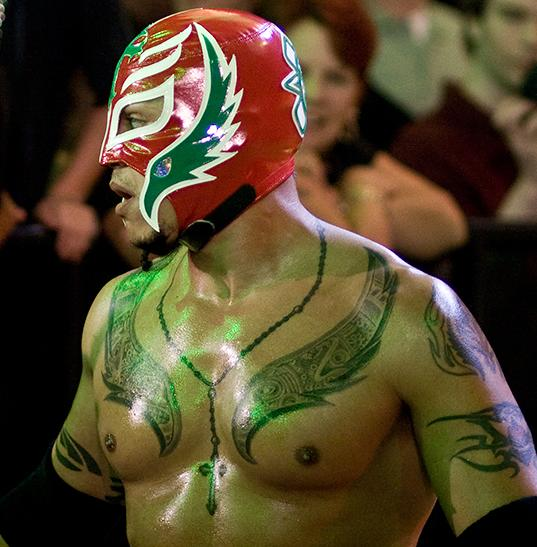
Rey Mysterio a fait face à Edge pour le championnat du monde poids-lourd.

Le champion du monde poids-lourd, Edge affronte Rey Mysterio. Avant le début du combat, Edge était rejoint par Curt Hawkins, Zack Ryder, Theodore Long et Vickie Guerrero. Rey se dégage d'une clé de bras avec un ciseau de tête. Rey est très rapide mais Edge l'envoie à l'extérieur du ring. Edge lui porte un Baseball slide. Ryder & Hawkins tentent alors d'attaquer Rey mais l'arbitre les renvois en backstage. Rey revient avec un ciseau de tête, tente un 619 qu'Edge évite en sortant du ring. Rey porte un Crossbody suivi d'un West Coast Pop pour le compte de 2. Edge contre Rey en lui donnant dans son genou. La Rated-R Superstar travail méthodiquement sur la jambe de Rey. Rey se reprend en main et lui fait un Enzuigiri mais Edge contre le coup et lui fait un Scoop slam. Rey revient avec un Bulldog, et l'éjecte avec un Hurricanrana. Edge porte un Sidewalk Slam à l'extérieur. Rey esquive un Spear et fait un 619, mais Vickie s'interpose et se prend le coup à la place d'Edge. Rey tente un West Coast Pop mais se fait surprendre par un Spear en plein dans les airs. Edge conserve son titre,.
Le champion de la WWE, Randy Orton affronte Jeff Hardy. Jeff prend l'avantage au début du combat. Des prises de tête et un travail au sol a été effectué. Après un Baseball slide, Jeff tente un tombé sans succès. Le champion revient mais se fait éjecter en dehors du ring après un Dropkick. Il porte aussi un Crossbody à l'extérieur du ring. Orton fait une Suplex sur Jeff et le remonte dans le ring pour le compte de 2. Alors que ce dernier tente de revenir, il se prend un Powerslam. Quelques secondes plus tard, Jeff revient dans le match pour faire le Whisper in the Wind. Après le compte de 2, Hardy fait un Missile Dropkick. Il fait à son adversaire un Moonsault en dehors du ring, puis tente le Twist of Fate mais se fait contrer en RKO, donnant la victoire à Orton,.

## Tableau des résultats
| #                                                                | Match                                                                        | Stipulation                                                                                           | Durée |
| ---------------------------------------------------------------- | ---------------------------------------------------------------------------- | --- | ----- |
| Dark                                                             | Shannon Moore et Jimmy Wang Yang battent Deuce 'N Domino                     | Tag Team Match.                                                                                       | 3:54  |
| 1                                                                | Ric Flair bat Montel Vontavious Porter                                       | Career Threatening match. Si Ric Flair perd, il est contraint de prendre sa retraite.                 | 7:48  |
| 3                                                                | JBL bat Chris Jericho par disqualification                                   | Match Simple.                                                                                         | 9:23  |
| 3                                                                | Edge (c) (avec Curt Hawkins, Vickie Guerrero et Zack Ryder) bat Rey Mysterio | Match Simple pour le Championnat du monde poids-lours de la WWE.                                      | 12:34 |
| 4                                                                | Randy Orton (c) bat Jeff Hardy                                               | Match Simple pour le Championnat de la WWE.                                                           | 14:03 |
| 5                                                                | John Cena l'emporte en éliminant en dernier Triple H                         | 30-man Royal Rumble Match. Le vainqueur obtient un match de championnat du monde à WrestleMania XXIV. | 51:26 |
| (c) désigne le(s) champion(s) défendant son titre dans le match. |                                                                              | |       |

## Entrées et éliminations du Royal Rumble
Le rouge ██ indique une superstar de Raw, le bleu ██ une superstar de SmackDown, gris ██ une superstar de la ECW, et enfin le jaune ██ un ancien de la fédération.

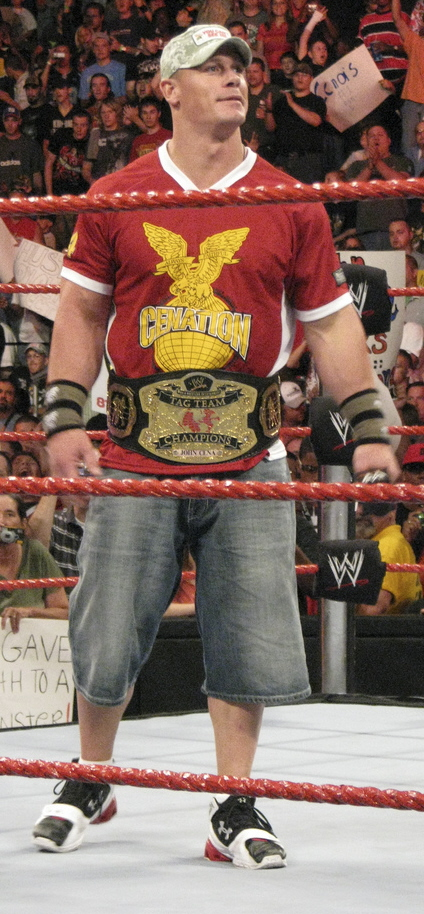
John Cena, le vainqueur du Royal Rumble match.

| Ordre d'entrée | Entrant          | Division      | Ordre d'élimination | Éliminé par        | Temps |
| -------------- | ---------------- | ------------- | ------------------- | ------------------ | ----- |
| 1              | The Undertaker   | SD            | 11                  | Shawn Michaels     | 32:33 |
| 2              | Shawn Michaels   | Raw           | 12                  | Mr. Kennedy        | 32:39 |
| 3              | Santino Marella  | Raw           | 1                   | Undertaker         | 0:25  |
| 4              | The Great Khali  | SD            | 2                   | Undertaker         | 1:09  |
| 5              | Hardcore Holly   | Raw           | 6                   | Umaga              | 13:46 |
| 6              | Johnny Morrison  | ECW           | 14                  | Kane               | 29:23 |
| 7              | Tommy Dreamer    | ECW           | 3                   | Batista            | 2:09  |
| 8              | Batista          | SD            | 28                  | Triple H           | 37:40 |
| 9              | Hornswoggle      | SD            | 16                  | Disqualifié        | 26:17 |
| 10             | Chuck Palumbo    | SD            | 5                   | CM Punk            | 4:00  |
| 11             | Jamie Noble      | SD            | 4                   | Chuck Palumbo      | 0:28  |
| 12             | CM Punk          | ECW           | 17                  | Chavo Guerrero     | 23:50 |
| 13             | Cody Rhodes      | Raw           | 18                  | Triple H           | 23:14 |
| 14             | Umaga            | Raw           | 26                  | Batista            | 26:05 |
| 15             | Snitsky          | Raw           | 10                  | Undertaker         | 12:26 |
| 16             | The Miz          | ECW           | 13                  | Hornswoggle        | 13:07 |
| 17             | Shelton Benjamin | ECW           | 7                   | Shawn Michaels     | 0:18  |
| 18             | Jimmy Snuka      | Hall of Famer | 9                   | Kane               | 2:43  |
| 19             | Roddy Piper      | Hall of Famer | 8                   | Kane               | 1:00  |
| 20             | Kane             | SD            | 27                  | Batista & Triple H | 17:58 |
| 21             | Carlito          | Raw           | 22                  | John Cena          | 15:07 |
| 22             | Mick Foley       | Raw           | 20                  | Triple H           | 11:29 |
| 23             | Mr. Kennedy      | Raw           | 25                  | Batista            | 13:32 |
| 24             | Big Daddy V      | ECW           | 19                  | Triple H           | 7:49  |
| 25             | Mark Henry       | SD            | 24                  | John Cena          | 9:12  |
| 26             | Chavo Guerrero   | ECW           | 23                  | John Cena          | 7:33  |
| 27             | Finlay           | SD            | 15                  | Disqualifié        | 0:00  |
| 28             | Elijah Burke     | ECW           | 21                  | Triple H           | 2:11  |
| 29             | Triple H         | Raw           | 29                  | John Cena          | 11:21 |
| 30             | John Cena        | Raw           | –                   | Vainqueur          | 8:28  |

## Conséquences
La nuit suivante à Raw, John Cena a annoncé qu'il ne voulait pas attendre WrestleMania pour affronter Randy Orton. Les deux ont accepté de se faire face à No Way Out, pour le championnat de la WWE. Dans le match, Cena a gagné par disqualification après qu'Orton a mis une claque à l'arbitre du match : Mike Chioda. En conséquences, Orton a conservé son titre.
Lors de No Way Out, Triple H a remporté l'Elimination Chamber match de RAW, pour déterminer l'aspirant n°1 pour le WWE Championship à WrestleMania. À WrestleMania, Orton a battu Cena et HHH dans un Triple Threat match.
Rey Mysterio reçoit un match revanche pour le championnat du monde poids-lourd contre Edge à No Way Out. Ce dernier s'est blessé au biceps et a perdu le match durant le pay-per-view. Undertaker a également remporte l'Elimination Chamber match de SmackDown pour déterminer l'aspirant n°1 pour le World Heavyweight Championship à WrestleMania. À WrestleMania, Undertaker bat Edge et remporte le titre.
La carrière de Ric Flair a continué. Lors de SmackDown du 1er février, il bat MVP par disqualification. À No Way Out, il bat Mr. Kennedy. À WrestleMania, il perd contre Shawn Michaels et prend donc sa retraite.